# Olga Björkegren
Olga Augusta Christina Björkegren, (från 1887 Fåhraeus) född 8 september 1857 Stockholm, död 30 april 1950 i Uppsala, var en svensk skådespelare och operasångerska. Hon var gift med konstsamlaren och skriftställaren Klas Fåhraeus med vilken hon hade fyra barn.

## Biografi
Björkegren växte upp i Stockholm som dotter till källarmästaren Per Björkegren och Anna Söderberg. Hon blev elev på Dramatens elevskola 1873, var anställd vid Nya Teatern i Stockholm 1875–1879 och på Operan 1879–1886, 1880 blev hon premiäraktris.
En kort tid efter sitt giftermål 1887 med Klas Fåhraeus lämnade Björkegren teatern och ägnade sig helt åt hemmet och barnen. 1909–1911 uppförde paret Fåhraeus sin Villa Högberga på Lidingö som kombinerad bostad och konstgalleri. Där kom hon också att fungera som värdinna för det stora huset som kom att bli en samlingsplats för några av den tidens kulturelit men även som temporär bostad för många unga lovande konstnärer som fick bo där kostnadsfritt för att utvecklas i sitt yrke.
Björkegren beskrevs som en kvinna med klassiska ansiktsdrag, värdig hållning och fulltonig röst och med ett temperament mest lämpad för högtidliga karaktärsroller. Bland hennes roller fanns Leonarda, Tatijana i Furstinnan Gogol och Odette, men hennes mest populära roll var Antigone.
I en recension från hennes storhetstid på scenen skrev man: 
Det är volym, det är musik, det ligger en dämpad, men icke desto mindre glödande kolorit i denna röst, som fyller åskådarrummet, äfven då hon hviskar, men träffar liksom ett elektriskt slag, när hon höjer den i ett utbrott af smärta och förtviflan, som skakar och griper, när hon kväfver den i en snyftning eller låter den hväsa fram i en förbannelse eller i ett utbrott af mördande hat. Hon skulle kunna vara en dvärg och växa stor med den stämman i sitt våld; hvad skall den då icke kunna åstadkomma nu, när den är ett jämnbördigt uttrycksmedel för en personlighet, så imponerande som hennes?

## Familj
- Gift 1887 med konstsamlaren och skriftställaren Klas Fåhraeus (1863–1944).
  - Barn med Klas Fåhraeus:

1. Eskil Birger Fåhraeus
2. Gunnar Fåhraeus
3. Robin Fåhraeus (1888–1968), blev läkare och fick senare en professur vid Uppsala universitet.
4. Inger Fåhraeus

## Teater

### Roller (ej komplett)
| År   | Roll                         | Produktion                                                                                      | Teater                      |
| ---- | ---------------------------- | ----------------------------------------------------------------------------------------------- | --------------------------- |
| 1875 | Anna Gyllenstierna           | Siri Brahe och Johan Gyllenstierna Gustav III                                                   | Nya teatern                 |
| 1875 |                              | Porträttet August von Kotzebue                                                                  | Nya teatern                 |
| 1876 |                              | Friaren från Värmland Johan Jolin                                                               | Nya teatern                 |
| 1876 | Mademoiselle Henriette Lange | Madame Angots dotter Charles Lecocq, Louis-François Clairville, Victor Koning och Paul Siraudin | Nya teatern                 |
| 1876 | Baronessan von Rendsburg     | Kvinnolist Jean-Nicolas Bouilly                                                                 | Nya teatern                 |
| 1876 | Regina                       | Regina von Emmeritz Zacharias Topelius och August Söderman                                      | Nya teatern                 |
| 1877 | Augusta                      | Bedragare och bedragne Parainetes (pseudonym)                                                   | Nya teatern                 |
| 1886 | Karen                        | Geografi och kärlek (Geografi og kærlighed) Bjørnstjerne Bjørnson                               | Kungliga Dramatiska Teatern |
| 1889 | Ellida                       | Frun från havet Henrik Ibsen                                                                    | Kungliga Dramatiska Teatern |

## Bilder

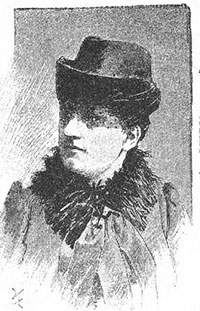
Olga Björkegren. Teckning av Vicke Andrén.
Olga Björkegren som Suzanne D'Ange i Falska Juveler, Kungliga Dramatiska Teatern 1880.
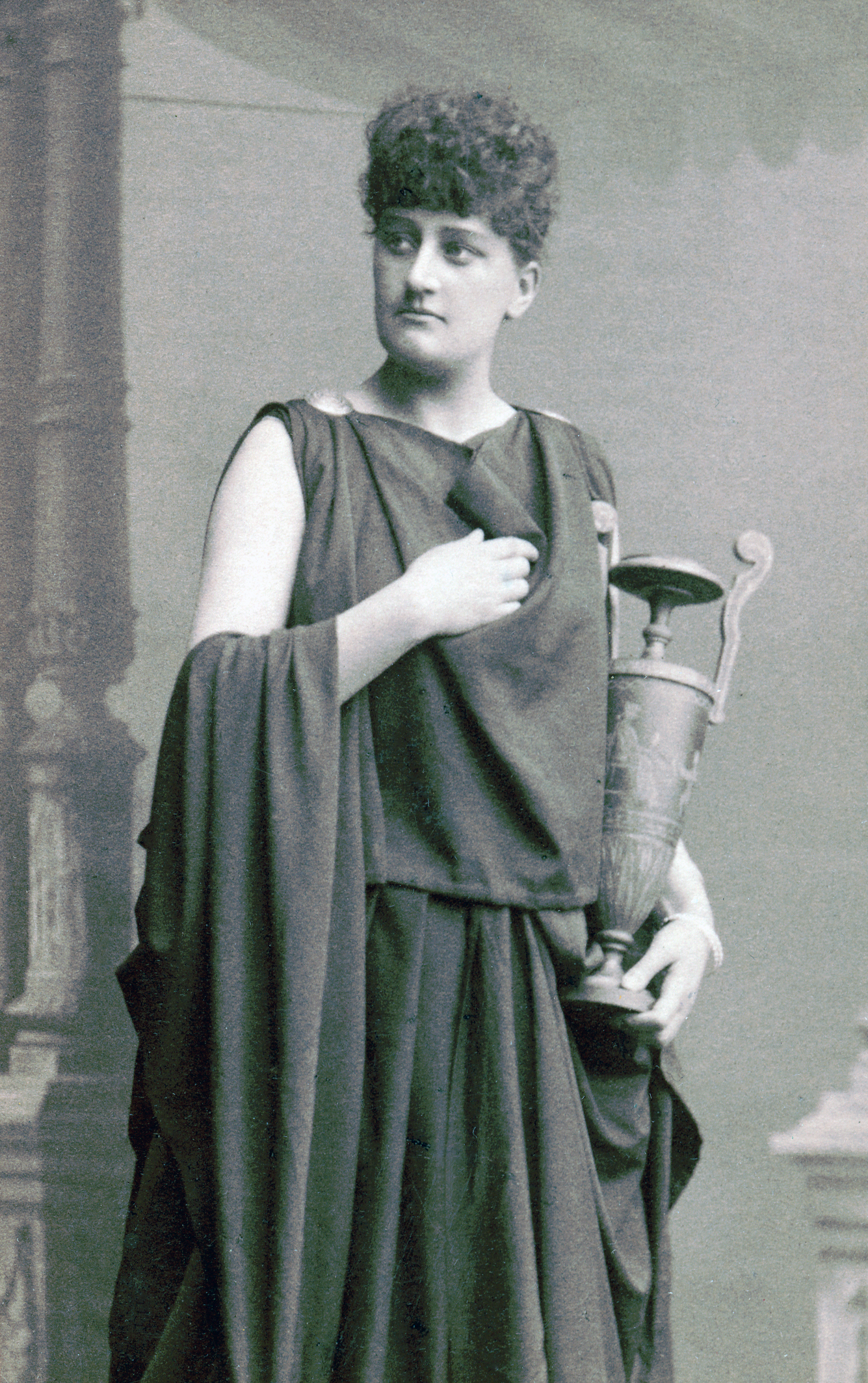
Olga Björkegren i titelrollen i Antigone, Kungliga Dramatiska teatern 1884